# Burg Cheb

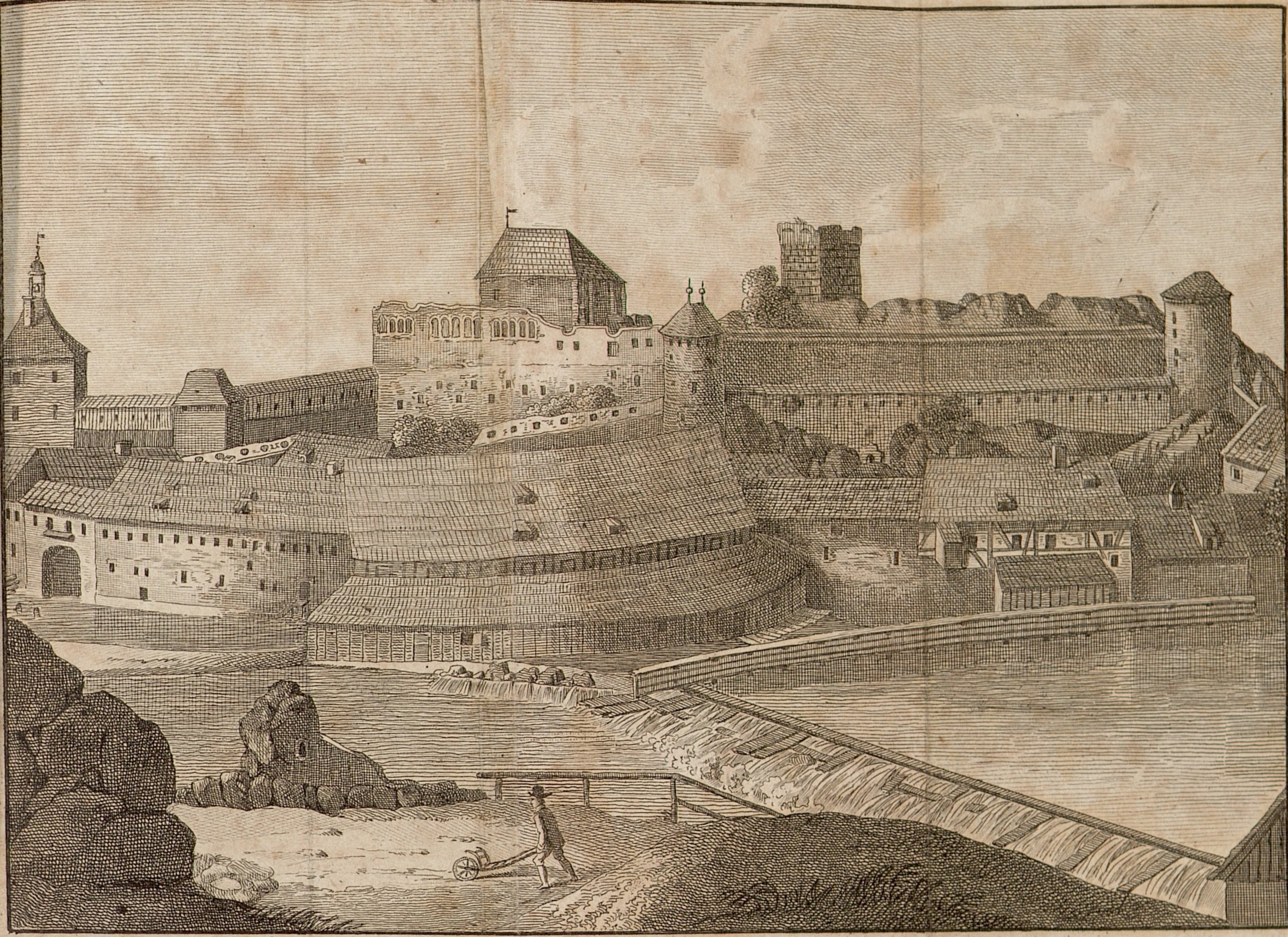
Burg Eger im 18. Jahrhundert

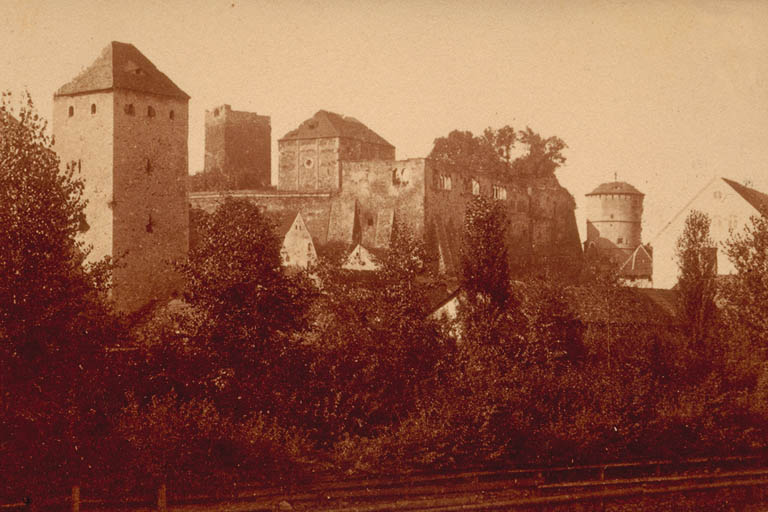
Die Burg Eger um 1875

Die Burg Cheb (auch Burg Eger, tschechisch Chebský hrad) ist eine Kaiserpfalz, Burganlage und Festungsanlage oberhalb des Flusses Eger in der Stadt Cheb im Westen Tschechiens.

## Geschichte
Auf einem Bergsporn über der Eger stand um das Jahr 900 eine slawische Burg, deren Grundmauern mit einem Friedhof im Jahr 1900 bei einer Grabung unter dem Egerer Stadtarchivar und Museumsleiter Karl Siegl zu Tage kamen. Um 1120, das umgebende Egerland war durch Kolonisation und Christianisierung inzwischen ein Teil des bayerischen Nordgaus, wurde unter Markgraf Diepold III. von Vohburg eine Burganlage auf dem Bergsporn errichtet. Diese wurde ein Verwaltungszentrum des Heiligen Römischen Reichs, als das Egerland 1167 durch Erbschaft an die Staufer kam. Ab 1179, nach dem ersten Aufenthalt des Kaisers Friedrich Barbarossa in der Reichsstadt Eger wurde die Burganlage zur Kaiserpfalz ausgebaut. Bis 1189 entstanden der eindrucksvolle romanische Palas, der Schwarze Turm und die Doppelkapelle St. Martin. Von 1180 bis 1220 wurde die obere Kapelle St. Erhard und St. Ursula ausgestaltet.
Nach dem Ende der Stauferzeit kam ein Teil des Egerlandes durch Pfand an den König von Böhmen, welche die Burg Eger bis 1471 für Festlichkeiten und Repräsentation nutzten. Dann wurde die Reichsstadt Eger, von einer Stadtmauer mit bewachten Toren gesichert, wieder Eigentümer der Anlage und stationierte in der Vorburg eine Söldnertruppe unter einem Söldnerhauptmann. Nach einem Brand im Jahr 1472 wurden die Gebäude im Wohn- und Eingangsbereich umgebaut.
Während des Dreißigjährigen Krieges wurden im Jahr 1634 im Festsaal der Burg Eger Wilhelm Kinsky und sein Schwager Adam Erdmann Trčka von Lípa, die Getreuen des Generalissimus Wallenstein, umgebracht und anschließend dieser selbst im Pachelbelhaus am Marktplatz der Stadt Eger ermordet. Theodor Fontane setzte diesem Ereignis mit dem Gedicht Schloss Eger ein literarisches Denkmal.
1675 begann der Umbau der Burganlage zu einer Zitadelle an der Grenze des Königreichs Böhmen unter den Habsburgern, der 1713 abgeschlossen war. Am 30. August 1821 besuchte Goethe die Burg und beschrieb seine Eindrücke in seinem entsprechenden Tagebucheintrag. Militärtechnisch bedeutungslos geworden, hatte damals der Verfall der Burganlage bereits begonnen, bis 1895 die Stadt die Burg wieder zu Eigentum bekam und Sicherungsarbeiten durchführen ließ. Die Burg in Eger überstand den Ersten Weltkrieg unbeschadet und blieb bei der Bombardierung der Stadt Eger zu Ende des Zweiten Weltkriegs im Mai 1945 von Kriegsschäden verschont. Heute ist die Anlage ein begehrtes Touristenziel, historisch und bauhistorisch von Interesse.

## Heutige Anlage
Von der Kaiserpfalz der Staufer, im Stil der Romanik errichtet, sind noch eindrucksvolle Bauteile erhalten. Vom Palas sind es die Außenmauern mit mehrteiligen spätromanischen Fensterarkaden, welche die Bedeutung dieses Saales erahnen lassen.
Der „Schwarze Turm“, der Bergfried der Kaiserpfalz, mit Buckelquadern aus Basalt verkleidet, ist das älteste Gebäude der Anlage und war ein Gefängnisturm für politische Gefangene. Die Wandstärke im Erdgeschoss beträgt 3,16 Meter. 1774 wurde der Turm erhöht. Dieses Stockwerk ist aus Bruchsteinen errichtet und setzt sich farbig vom schwarzen Basaltgestein deutlich ab. Der Turm ist 18,5 Meter hoch.
Die Doppelkapelle der Kaiserpfalz, eine der wenigen erhaltenen Anlagen aus der Zeit der römisch-deutschen Kaiser, ist baulich weitgehend intakt. Das Erdgeschoss, die Kapelle St. Martin im Stil der Romanik ist in acht Kreuzgewölbefelder aufgeteilt, die von vier Granitsäulen getragen werden. Sie war der Aufenthaltsraum für den Hofstaat des Kaisers während der Gottesdienste. In der Mitte der Deckenfläche verbindet eine achteckige Öffnung die untere Kapelle mit der oberen Kapelle, die St. Erhard und St. Ursula geweiht und der kaiserlichen Familie vorbehalten war. Das Kreuzrippengewölbe der oberen Kapelle wird von weißen Marmorsäulen getragen und zeigt kunsthistorisch den Übergang von der Spätromanik zur frühen Gotik.
Die Burganlage war des Öfteren eine Baustelle, um sie den jeweiligen Eigentümern nutzbar zu erhalten. Sie wurde aber auch in Festlichkeiten der Stadt eingebunden und war ein Schauplatz der Wallenstein-Festspiele, die bis 1938 stattfanden. Die grenzübergreifende Landesgartenschau Marktredwitz-Cheb 2006 ermöglichte die Umgestaltung des Areals unterhalb der Bastionsmauern zu einer Parkanlage. Im Sommer 2007 wurden vor allem die Außenmauern großflächig saniert, um den Absturz von Bauteilen zu verhindern.
In Räumen der Burg befindet sich eine archäologische Sammlung von Funden aus dem Egerland.
Vor dem Eingang zu Kaiserburg steht eine Stauferstele. Sie wurde am 12. Juli 2013, dem 800. Jahrestag der Goldbulle von Eger, enthüllt.

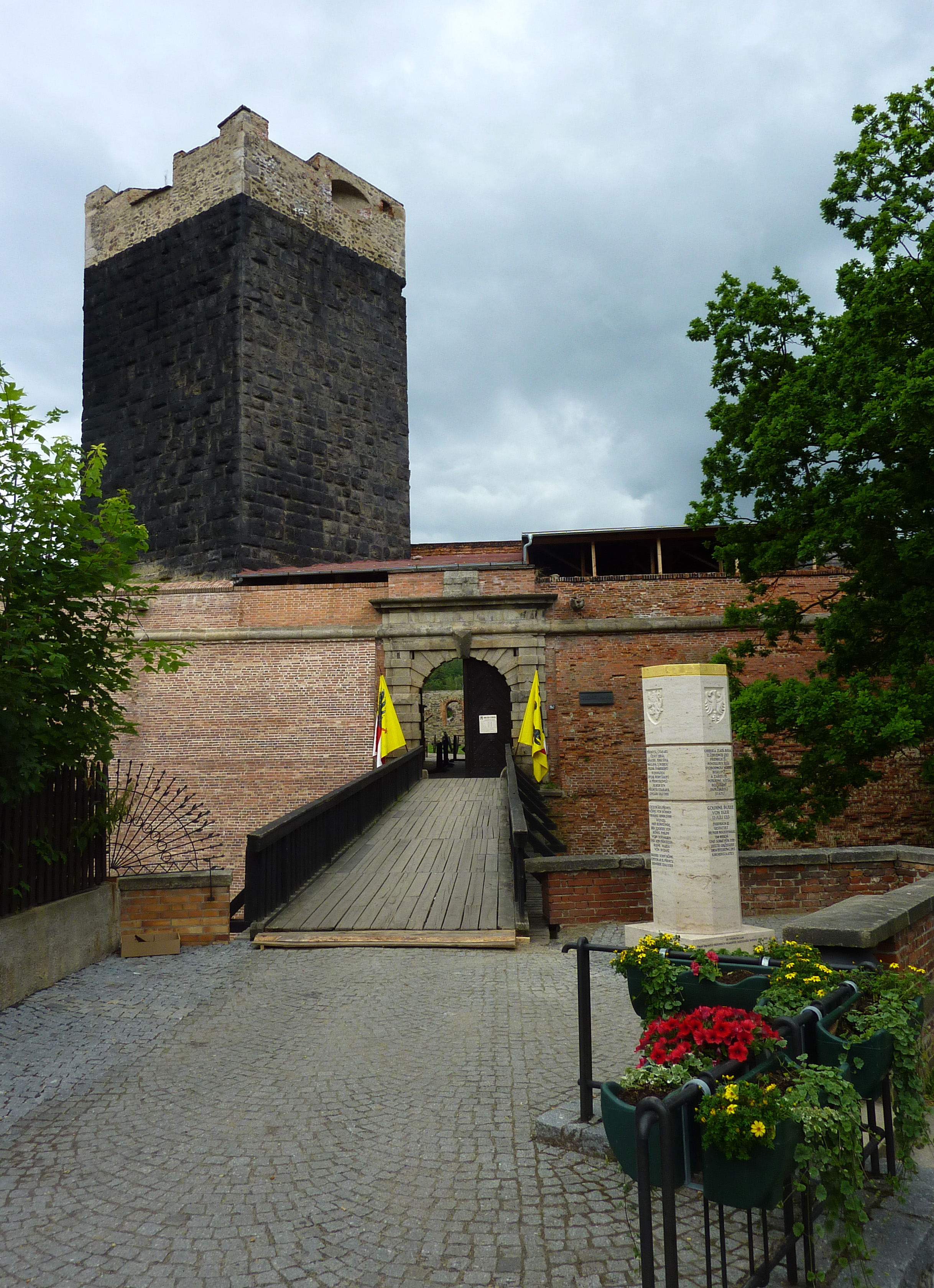
Stauferstele vor dem Eingang der Burg
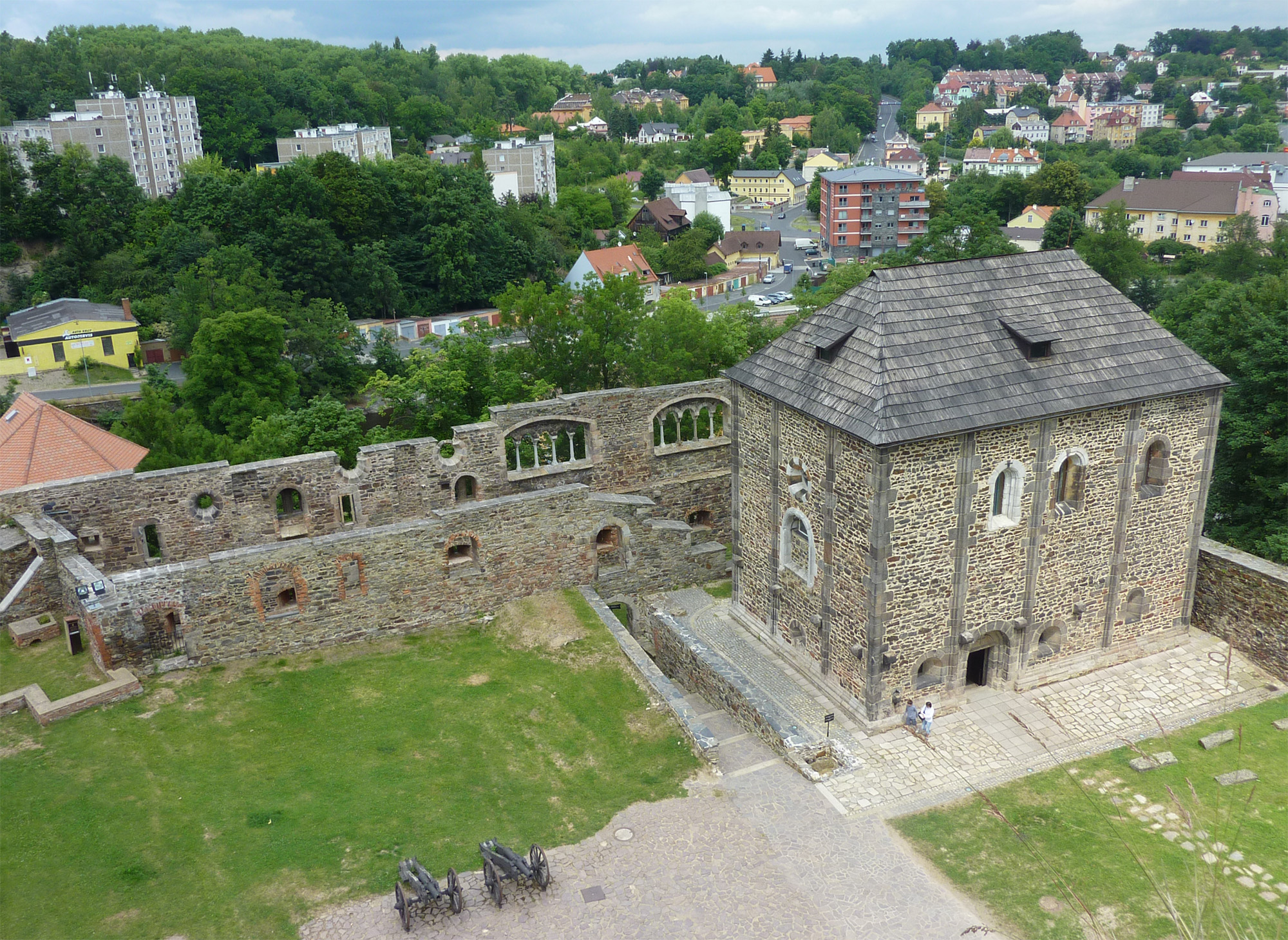
Burghof mit Mauern des Palas (links) und Doppelkapelle (rechts)
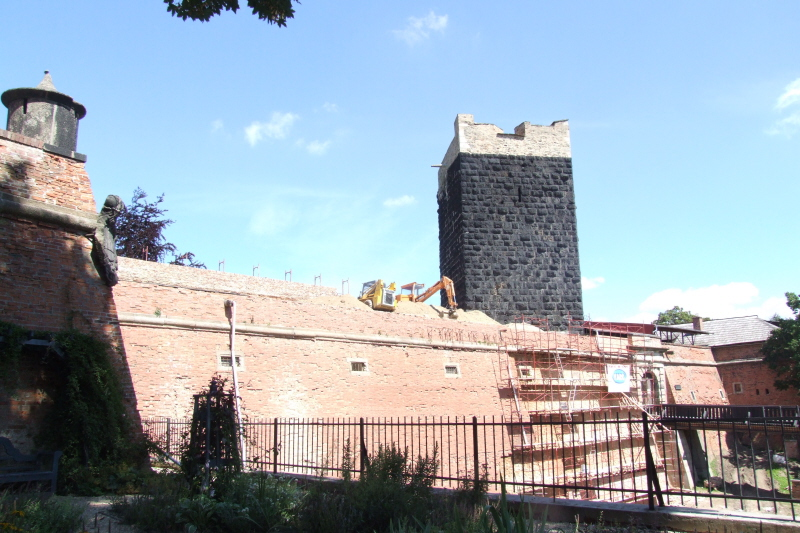
Burg mit Schwarzem Turm
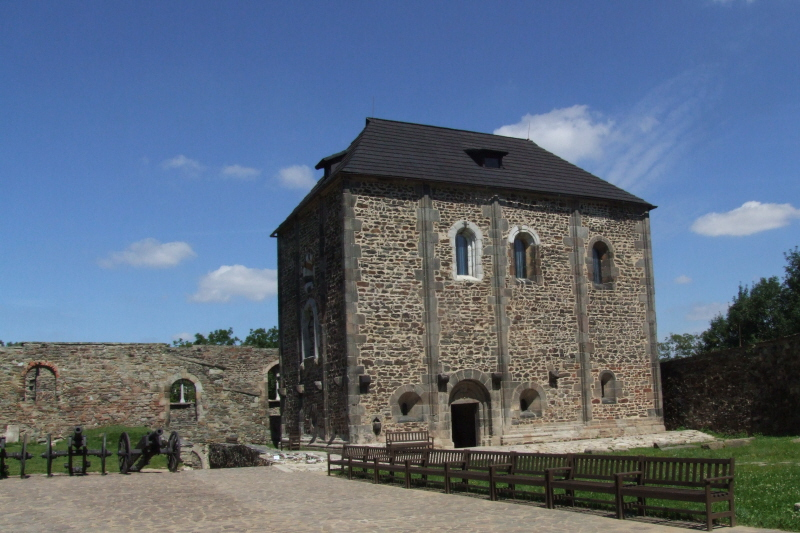
Doppelkapelle
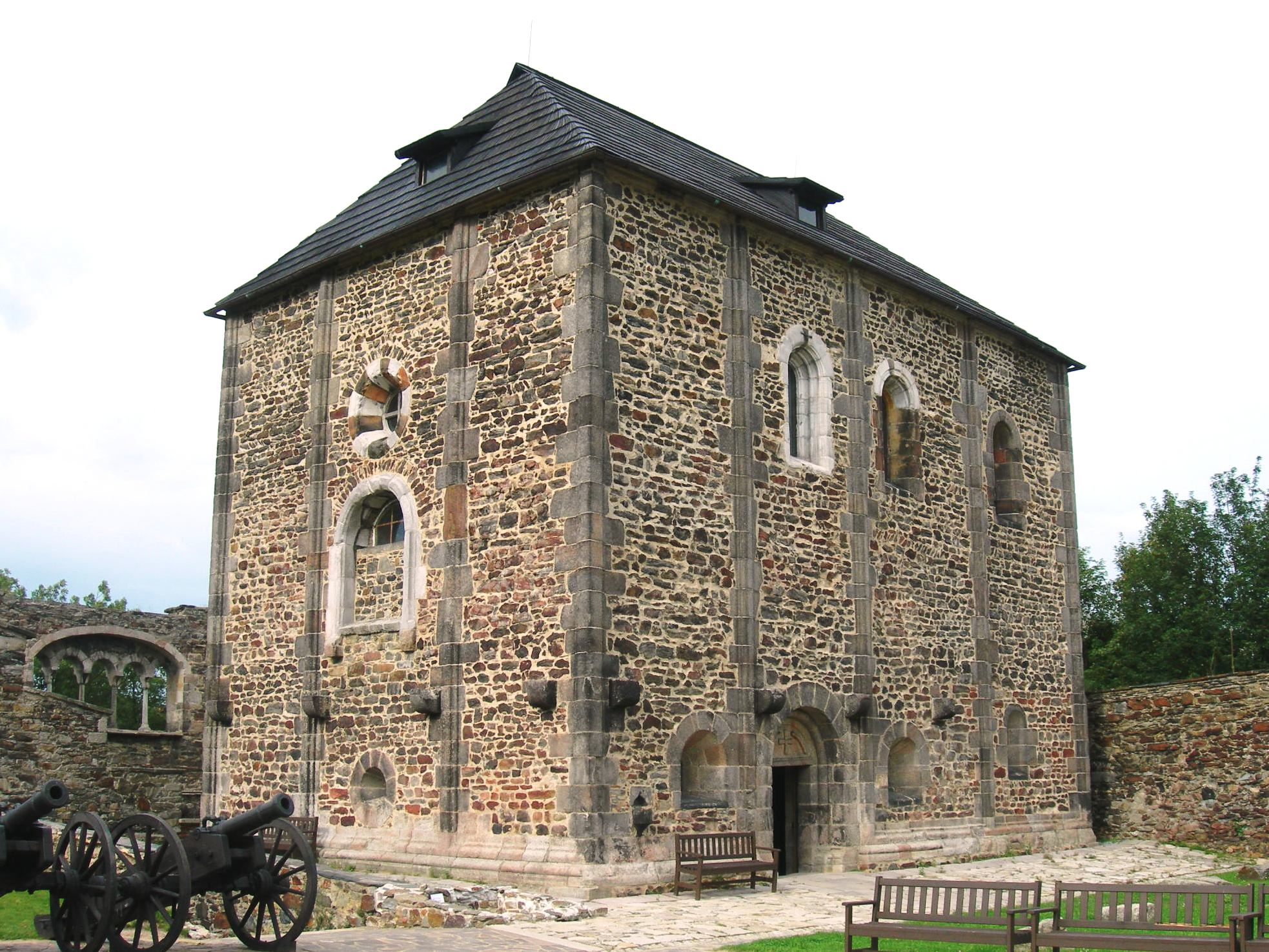
Doppelkapelle